# パウロ・ワンチョペ
パウロ・ワンチョペ（Paulo César Wanchope Watson, 1976年7月31日 - ）は、コスタリカ・エレディア出身の元同国代表サッカー選手。サッカー指導者。ポジションはフォワード。

## 経歴

### 現役時代
父・ビセンテ、叔父・カルロス・ワトソン、兄・ハビエルもサッカー選手という環境に生まれ、6歳の時にサッカーを始めた。当時のお気に入りはブラジルのロマーリオ。
1994年、18歳で地元クラブのCSエレディアーノとプロ契約を締結。
1997年、憧れていたヨーロッパでのプレー機会を掴んだ。イングランド・FAプレミアリーグのダービー・カウンティFCへ移籍すると、同リーグでの初出場となったアウェーのマンチェスター・ユナイテッドFC戦で1得点 1アシストを挙げた。1998年には13得点を挙げチームでの得点王となった。
1999年、ウェストハム・ユナイテッドFCへ移籍。パオロ・ディ・カーニオと共にチームの得点源として活躍した。
2000年にはマンチェスター・シティFCへ移籍。イングランドでは9シーズンに渡ってプレーしたが。マンチェスターではファンの雰囲気を含めて最良の時を過ごしたと後に振り返っている。2003-04シーズンは終盤に入って得点を量産。特に第36節のニューカッスル・ユナイテッドFC戦で挙げた決勝点は クラブを2部降格の危機から救う得点となった。
2004年にスペインのマラガCFへ移籍。フェルナンド・バイアーノに次ぐチーム2位の6得点を挙げた。2005年にはカタールのアル・ガラファ、2006年にはアルゼンチンのCAロサリオ・セントラルへ移籍。
2007年、Jリーグ・FC東京は、FWルーカスを中盤で起用することを踏まえて 新たなFWの確保を図り、ワンチョペを獲得。独特のリズムで 相手DFを置き去りにするなど 高い能力の片鱗は見せたものの、古傷である右膝の怪我の影響もあって 運動量は乏しく、日本のサッカーに適応できずにいた。6月19日に原博実監督から事実上の戦力外通告を受けると、同月30日に自ら契約解除を申し出て FC東京を退団した。
翌7月、MLSのシカゴ・ファイアーへ移籍。マンチェスター在籍時に指導を受けたフアン・カルロス・オソリオの元で再起を図ったが、膝の怪我のため同年11月16日に現役引退を表明した。

### コスタリカ代表
1995年、U-20コスタリカ代表としてワールドユース選手権に臨む。3戦連続フル出場するも無得点に終わった。
翌1996年、ベネズエラ代表戦で国際Aマッチデビュー。1998年のCONCACAFゴールドカップでは、キューバ相手に4得点を荒稼ぎし、メキシコのルイス・エルナンデスと共に得点王となった。
2001年、コパ・アメリカに招待チームとして参加。コロンビア（同大会優勝）のビクトル・アリスティサバルに次ぐ5得点を挙げ、南米の強豪国の中でベスト8入りに貢献した。
2002年、ワールドカップに出場。ブラジル戦でロナルド・ゴメスとの連携から1得点を挙げた。得失点差によってグループリーグで敗退したものの、自身やコスタリカ代表が世界の舞台で戦えることを示した。
大黒柱として臨んだ2006年のワールドカップでは、開催国・ドイツとの開幕戦で厳しいマークを受けながらもGKイェンス・レーマンとの1対1を制し2得点を挙げた。しかし、この活躍で次戦以降さらにマークが集中して孤立。3戦全敗に終わった。この大会を最後に代表引退を表明。なお、2007年にロナルド・フォンセカが記録更新するまでの間、同国代表での通算最多得点記録を保持していた。
2008年1月、引退試合として ホームでのスウェーデンとの親善試合に出場。

### 現役引退後
2008年4月、CSエレディアーノの監督に就任。2010年よりCSウルグアイ・デ・コロナド監督、2011年9月よりホルヘ・ルイス・ピント監督の下でコスタリカ代表のアシスタントコーチとなった。2014 FIFAワールドカップ後にピントが退任すると、監督代行となった。同年9月、コパ・セントロアメリカーナ優勝。
2015年1月、正式にコスタリカ代表監督に就任。
しかし、同年8月、U-23代表の試合を視察中に警備員との乱闘事件を起こしたため、代表監督を辞任。。

## エピソード
- 10代の時はバスケットボール選手でもあった[1]。1993年にはコスタリカ代表として中央アメリカのバスケットボール・トーナメントに出場、バスケットボールで奨学金を得て米国に留学したほどであった[6][27]。帰国後、サッカーでコスタリカのユース代表に選出されたことを聞き、2種目のスポーツ選択で悩んだ末にサッカーを選択した。
- 英語、スペイン語、イタリア語を話せる。得意ではないがポルトガル語も可能[11]。日本語はいくつかの単語が分かる程度[8]。

## 個人成績
| 国内大会個人成績 | 国内大会個人成績  | 国内大会個人成績 | 国内大会個人成績 | 国内大会個人成績             | 国内大会個人成績           | 国内大会個人成績 | 国内大会個人成績 | 国内大会個人成績   | 国内大会個人成績   | 国内大会個人成績 | 国内大会個人成績 |
| 年度             | クラブ            | 背番号           | リーグ           | リーグ戦                     | リーグ戦                   | リーグ杯         | リーグ杯         | オープン杯         | オープン杯         | 期間通算         | 期間通算         |
| 年度             | クラブ            | 背番号           | リーグ           | 出場                         | 得点                       | 出場             | 得点             | 出場               | 得点               | 出場             | 得点             |
| コスタリカ       | コスタリカ        | コスタリカ       | コスタリカ       | リーグ戦                     | リーグ戦                   | リーグ杯         | リーグ杯         | オープン杯         | オープン杯         | 期間通算         | 期間通算         |
| ---------------- | ----------------- | ---------------- | ---------------- | ---------------------------- | -------------------------- | ---------------- | ---------------- | ------------------ | ------------------ | ---------------- | ---------------- |
| 1994-95          | エレディアーノ    |                  | プリメーラ       |                              |                            |                  |                  |                    |                    |                  |                  |
| 1995-96          | エレディアーノ    |                  | プリメーラ       |                              |                            |                  |                  |                    |                    |                  |                  |
| イングランド     | イングランド      | イングランド     | イングランド     | リーグ戦                     | リーグ戦                   | FLカップ         | FLカップ         | FAカップ           | FAカップ           | 期間通算         | 期間通算         |
| 1996-97          | ダービー          |                  | プレミア         | 5                            | 1                          |                  |                  |                    |                    |                  |                  |
| 1997-98          | ダービー          | 9                | プレミア         | 32                           | 13                         | 2                | 0                |                    |                    |                  |                  |
| 1998-99          | ダービー          | 9                | プレミア         | 35                           | 9                          | 2                | 0                |                    |                    |                  |                  |
| 1999-00          | ウェストハム      | 12               | プレミア         | 35                           | 12                         | 1                | 0                |                    |                    |                  |                  |
| 2000-01          | マンチェスター・C | 23               | プレミア         | 27                           | 9                          | 1                | 0                |                    |                    |                  |                  |
| 2001-02          | マンチェスター・C |                  | 1st Div          | 15                           | 12                         | 2                | 1                |                    |                    |                  |                  |
| 2002-03          | マンチェスター・C | 9                | プレミア         | 0                            | 0                          |                  |                  |                    |                    |                  |                  |
| 2003-04          | マンチェスター・C | 9                | プレミア         | 22                           | 6                          |                  |                  |                    |                    |                  |                  |
| 2004-05          | マンチェスター・C |                  | プレミア         | 0                            | 0                          |                  |                  |                    |                    |                  |                  |
| スペイン         | スペイン          | スペイン         | スペイン         | リーグ戦                     | リーグ戦                   | 国王杯           | 国王杯           | オープン杯         | オープン杯         | 期間通算         | 期間通算         |
| 2004-05          | マラガ            | 11               | プリメーラ       | 25                           | 6                          |                  |                  |                    |                    |                  |                  |
| カタール         | カタール          | カタール         | カタール         | リーグ戦                     | リーグ戦                   | リーグ杯         | リーグ杯         | オープン杯         | オープン杯         | 期間通算         | 期間通算         |
| 2005-06          | アル・ガラファ    |                  | QSL              | 6                            | 1                          |                  |                  |                    |                    |                  |                  |
| コスタリカ       | コスタリカ        | コスタリカ       | コスタリカ       | リーグ戦                     | リーグ戦                   | リーグ杯         | リーグ杯         | オープン杯         | オープン杯         | 期間通算         | 期間通算         |
| 2005-06          | エレディアーノ    |                  | プリメーラ       | 10                           | 3                          |                  |                  |                    |                    |                  |                  |
| アルゼンチン     | アルゼンチン      | アルゼンチン     | アルゼンチン     | リーグ戦                     | リーグ戦                   | リーグ杯         | リーグ杯         | アルヘンティーナ杯 | アルヘンティーナ杯 | 期間通算         | 期間通算         |
| 2006-07          | ロサリオ・C       | 18               | プリメーラ       | 14                           | 5                          |                  |                  |                    |                    |                  |                  |
| 日本             | 日本              | 日本             | 日本             | リーグ戦                     | リーグ戦                   | リーグ杯         | リーグ杯         | 天皇杯             | 天皇杯             | 期間通算         | 期間通算         |
| 2007             | FC東京            | 10               | J1               | 12                           | 2                          | 4                | 1                | -                  | -                  | 16               | 3                |
| アメリカ         | アメリカ          | アメリカ         | アメリカ         | リーグ戦                     | リーグ戦                   | リーグ杯         | リーグ杯         | USオープン杯       | USオープン杯       | 期間通算         | 期間通算         |
| 2007             | シカゴ・F         | 12               | MLS-E            | 12                           | 2                          |                  |                  | -                  | -                  |                  |                  |
| コスタリカ       | コスタリカ        | コスタリカ       | コスタリカ       | リーグ戦                     | リーグ戦                   | リーグ杯         | リーグ杯         | オープン杯         | オープン杯         | 期間通算         | 期間通算         |
| 2007-08          | エレディアーノ    |                  | プリメーラ       | 1                            | 0                          |                  |                  |                    |                    |                  |                  |
| 通算             | コスタリカ        | コスタリカ       | プリメーラ       | \|\|\|\|\|\|\|\|\|\|\|\|\|\| |                            |                  |                  |                    |                    |                  |                  |
| 通算             | イングランド      | イングランド     | プレミア         | 156                          | 50\|\|\|\|\|\|\|\|\|\|\|\| |                  |                  |                    |                    |                  |                  |
| 通算             | イングランド      | イングランド     | 1st Div          | 15                           | 12\|\|\|\|\|\|\|\|\|\|\|\| |                  |                  |                    |                    |                  |                  |
| 通算             | スペイン          | スペイン         | プリメーラ       | 25                           | 6\|\|\|\|\|\|\|\|\|\|\|\|  |                  |                  |                    |                    |                  |                  |
| 通算             | カタール          | カタール         | QSL              | 6                            | 1\|\|\|\|\|\|\|\|\|\|\|\|  |                  |                  |                    |                    |                  |                  |
| 通算             | アルゼンチン      | アルゼンチン     | プリメーラ       | 14                           | 5\|\|\|\|\|\|\|\|\|\|\|\|  |                  |                  |                    |                    |                  |                  |
| 通算             | 日本              | 日本             | J1               | 12                           | 2                          | 4                | 1                | -                  | -                  | 16               | 3                |
| 通算             | アメリカ          | アメリカ         | MLS-E            | 12                           | 2\|\|\|\|\|\|\|\|\|\|\|\|  |                  |                  |                    |                    |                  |                  |
| 総通算           | 総通算            | 総通算           | 総通算           | \|\|\|\|\|\|\|\|\|\|\|\|\|\| |                            |                  |                  |                    |                    |                  |                  |

| 国際大会個人成績 | 国際大会個人成績  | 国際大会個人成績 | 国際大会個人成績 | 国際大会個人成績 |
| 年度             | クラブ            | 背番号           | 出場             | 得点             |
| UEFA             | UEFA              | UEFA             | UEFA EL          | UEFA EL          |
| ---------------- | ----------------- | ---------------- | ---------------- | ---------------- |
| 1999-00          | ウェストハム      |                  | 4                | 1                |
| 2003-04          | マンチェスター・C | 9                | 3                | 0                |
| 通算             | UEFA              | UEFA             | 8                |                  |

- 1997年4月05日 - FAプレミアリーグ初出場・初得点 第31節 vsマンチェスター・ユナイテッドFC (オールド・トラッフォード)[35]
- 1999年9月16日 - UEFAカップ初出場・初得点 1回戦 vsNKオシエク (ブーリン・グラウンド)[36]
- 2004年9月12日 - リーガ・エスパニョーラ初出場 第2節 vsレアル・サラゴサ (ラ・ロサレーダ)[37]
- 2004年9月19日 - スペイン1部初得点 第3節 vsRCDマヨルカ (イベロスター・エスタディ)[38]
- 2005年9月23日 - カタール・スターズリーグ初得点 第2節 vsアル・シャマルSC (アル・ガラファ)
- 2006年8月12日 - アルゼンチンリーグ初出場 アペルトゥーラ第2節 vsボカ・ジュニアーズ (ヒガンテ・デ・アロジート（スペイン語版）)[39]
- 2006年9月02日 - アルゼンチンリーグ初得点 アペルトゥーラ第5節 vs CAインデペンディエンテ (ヒガンテ・デ・アロジート) ※2得点[40]
- 2007年3月10日 - Jリーグ初出場 J1第2節 vs大宮アルディージャ (埼玉)[41]
- 2007年5月03日 - Jリーグ初得点 J1第9節 vs鹿島アントラーズ (味の素)[41]
- 2007年8月04日 - MLS初出場 第20節 vsコロンバス・クルー (トヨタパーク)[42]
- 2007年8月18日 - MLS初得点 第22節 vsレアル・ソルトレイク (ライス・エクルズ)[43][44]

## 代表歴
- 1996年10月2日 - 国際Aマッチ初出場 vsベネズエラ
  - 1996年12月14日 - 国際Aマッチ初得点 vsアメリカ合衆国

### 出場大会
- U-20コスタリカ代表（英語版）
  - 1995年 - FIFAワールドユース選手権 (グループリーグ敗退)
- コスタリカ代表
  - 1996年 - FIFAワールドカップ・北中米カリブ海3次予選
  - 1997年 - FIFAワールドカップ・北中米カリブ海最終予選
  - 1998年 - CONCACAFゴールドカップ (グループリーグ敗退・得点王)
  - 1999年 - UNCAFカップ (優勝)
  - 2000年 - CONCACAFゴールドカップ (ベスト8), FIFAワールドカップ・北中米カリブ海予選準決勝・最終予選
  - 2001年 - コパ・アメリカ (ベスト8・ベストイレブン)
  - 2002年 - CONCACAFゴールドカップ (準優勝), FIFAワールドカップ (グループリーグ敗退)
  - 2004年 - FIFAワールドカップ・北中米カリブ海2次予選
  - 2005年 - FIFAワールドカップ・北中米カリブ海最終予選
  - 2006年 - FIFAワールドカップ (グループリーグ敗退)

### 試合数
- 国際Aマッチ 73試合 44得点（1996年-2008年）[45][27]

| コスタリカ代表 | 国際Aマッチ | 国際Aマッチ |
| 年             | 出場        | 得点        |
| -------------- | ----------- | ----------- |
| 1996           | 7           | 3           |
| 1997           | 7           | 6           |
| 1998           | 2           | 4           |
| 1999           | 5           | 2           |
| 2000           | 12          | 6           |
| 2001           | 11          | 10          |
| 2002           | 7           | 3           |
| 2003           | 1           | 0           |
| 2004           | 6           | 5           |
| 2005           | 9           | 3           |
| 2006           | 5           | 2           |
| 2008           | 1           | 0           |
| 通算           | 73          | 44          |

### 得点
| #  | 開催年月日     | 開催地                     | 対戦国                              | 勝敗 | 試合概要                                            |
| -- | -------------- | -------------------------- | ----------------------------------- | ---- | --------------------------------------------------- |
| 1  | 1996年12月24日 | コスタリカ、サンホセ       | アメリカ合衆国                      | ○2-1 | 1998 FIFAワールドカップ・北中米カリブ海3次予選      |
| 2  | 1996年12月21日 | コスタリカ、カルタゴ       | トリニダード・トバゴ                | ○2-1 | 1998 FIFAワールドカップ・北中米カリブ海3次予選      |
| 3  | 1996年12月21日 | コスタリカ、カルタゴ       | トリニダード・トバゴ                | ○2-1 | 1998 FIFAワールドカップ・北中米カリブ海3次予選      |
| 4  | 1997年03月09日 | コスタリカ、サンホセ       | カメルーン                          | ○5-0 | 親善試合                                            |
| 5  | 1997年03月09日 | コスタリカ、サンホセ       | カメルーン                          | ○5-0 | 親善試合                                            |
| 6  | 1997年03月09日 | コスタリカ、サンホセ       | カメルーン                          | ○5-0 | 親善試合                                            |
| 7  | 1997年05月11日 | コスタリカ、サンホセ       | ジャマイカ                          | ○3-1 | 1998 FIFAワールドカップ・北中米カリブ海最終予選     |
| 8  | 1997年05月11日 | コスタリカ、サンホセ       | ジャマイカ                          | ○3-1 | 1998 FIFAワールドカップ・北中米カリブ海最終予選     |
| 9  | 1997年11月09日 | メキシコ、メキシコシティ   | メキシコ                            | △3-3 | 1998 FIFAワールドカップ・北中米カリブ海最終予選     |
| 10 | 1998年02月04日 | アメリカ、オークランド     | キューバ                            | ○7-2 | 1998 CONCACAFゴールドカップ                         |
| 11 | 1998年02月04日 | アメリカ、オークランド     | キューバ                            | ○7-2 | 1998 CONCACAFゴールドカップ                         |
| 12 | 1998年02月04日 | アメリカ、オークランド     | キューバ                            | ○7-2 | 1998 CONCACAFゴールドカップ                         |
| 13 | 1998年02月04日 | アメリカ、オークランド     | キューバ                            | ○7-2 | 1998 CONCACAFゴールドカップ                         |
| 14 | 1999年05月17日 | コスタリカ、サンホセ       | ベリーズ                            | ○7-0 | UNCAFカップ1999                                     |
| 15 | 1999年05月28日 | コスタリカ、サンホセ       | エルサルバドル                      | ○4-0 | UNCAFカップ1999                                     |
| 16 | 2000年02月17日 | アメリカ、ロサンゼルス     | 韓国                                | △2-2 | 2000 CONCACAFゴールドカップ                         |
| 17 | 2000年02月20日 | アメリカ、サンディエゴ     | トリニダード・トバゴ                | ●1-2 | 2000 CONCACAFゴールドカップ                         |
| 18 | 2000年07月01日 | コスタリカ、アラフエラ     | パナマ                              | ○5-1 | 親善試合                                            |
| 19 | 2000年07月09日 | コスタリカ、サンホセ       | セントビンセント・ · グレナディーン | ○7-1 | 親善試合                                            |
| 20 | 2000年07月09日 | コスタリカ、サンホセ       | セントビンセント・ · グレナディーン | ○7-1 | 親善試合                                            |
| 21 | 2000年08月15日 | コスタリカ、アラフエラ     | グアテマラ                          | ○2-1 | 2002 FIFAワールドカップ・北中米カリブ海予選準決勝   |
| 22 | 2000年08月15日 | コスタリカ、アラフエラ     | グアテマラ                          | ○2-1 | 2002 FIFAワールドカップ・北中米カリブ海予選準決勝   |
| 23 | 2001年01月06日 | アメリカ、マイアミ         | グアテマラ                          | ○5-2 | 2002 FIFAワールドカップ・北中米カリブ海予選準決勝   |
| 24 | 2001年03月25日 | コスタリカ、アラフエラ     | トリニダード・トバゴ                | ○3-0 | 2002 FIFAワールドカップ・北中米カリブ海予選最終予選 |
| 25 | 2001年03月25日 | コスタリカ、アラフエラ     | トリニダード・トバゴ                | ○3-0 | 2002 FIFAワールドカップ・北中米カリブ海予選最終予選 |
| 26 | 2001年06月20日 | コスタリカ、アラフエラ     | ジャマイカ                          | ○2-1 | 2002 FIFAワールドカップ・北中米カリブ海予選最終予選 |
| 27 | 2001年07月01日 | ホンジュラス、テグシガルパ | ホンジュラス                        | ○3-2 | 2002 FIFAワールドカップ・北中米カリブ海予選最終予選 |
| 28 | 2001年07月13日 | コロンビア、メデジン       | ホンジュラス                        | ○1-0 | コパ・アメリカ2001                                  |
| 29 | 2001年07月16日 | コロンビア、メデジン       | ウルグアイ                          | △1-1 | コパ・アメリカ2001                                  |
| 30 | 2001年07月19日 | コロンビア、メデジン       | ボリビア                            | ○4-0 | コパ・アメリカ2001                                  |
| 31 | 2001年07月19日 | コロンビア、メデジン       | ボリビア                            | ○4-0 | コパ・アメリカ2001                                  |
| 32 | 2001年07月22日 | コロンビア、メデジン       | ウルグアイ                          | ●1-2 | コパ・アメリカ2001                                  |
| 33 | 2002年01月30日 | アメリカ、パサデナ         | 韓国                                | ○3-1 | 2002 CONCACAFゴールドカップ                         |
| 34 | 2002年01月30日 | アメリカ、パサデナ         | 韓国                                | ○3-1 | 2002 CONCACAFゴールドカップ                         |
| 35 | 2002年06月13日 | 韓国、水原市               | ブラジル                            | ●2-5 | 2002 FIFAワールドカップ                             |
| 36 | 2004年09月08日 | コスタリカ、サンホセ       | カナダ                              | ○1-0 | 2006 FIFAワールドカップ・北中米カリブ海2次予選      |
| 37 | 2004年10月09日 | コスタリカ、サンホセ       | グアテマラ                          | ○5-0 | 2006 FIFAワールドカップ・北中米カリブ海2次予選      |
| 38 | 2004年10月09日 | コスタリカ、サンホセ       | グアテマラ                          | ○5-0 | 2006 FIFAワールドカップ・北中米カリブ海2次予選      |
| 39 | 2004年10月09日 | コスタリカ、サンホセ       | グアテマラ                          | ○5-0 | 2006 FIFAワールドカップ・北中米カリブ海2次予選      |
| 40 | 2004年10月13日 | コスタリカ、エドモントン   | カナダ                              | ○3-1 | 2006 FIFAワールドカップ・北中米カリブ海2次予選      |
| 41 | 2005年02月09日 | コスタリカ、サンホセ       | メキシコ                            | ●1-2 | 2006 FIFAワールドカップ・北中米カリブ海最終予選     |
| 42 | 2005年06月08日 | コスタリカ、サンホセ       | グアテマラ                          | ○3-2 | 2006 FIFAワールドカップ・北中米カリブ海最終予選     |
| 43 | 2005年10月08日 | コスタリカ、サンホセ       | アメリカ合衆国                      | ○3-0 | 2006 FIFAワールドカップ・北中米カリブ海最終予選     |
| 44 | 2006年06月09日 | ドイツ、ミュンヘン         | ドイツ                              | ●2-4 | 2006 FIFAワールドカップ                             |
| 45 | 2006年06月09日 | ドイツ、ミュンヘン         | ドイツ                              | ●2-4 | 2006 FIFAワールドカップ                             |

## 指導歴
- 2008年4月 - 2009年6月 CSエレディアーノ 監督
- 2010年1月 - 2011年6月 CSウルグアイ・デ・コロナド（スペイン語版） 監督
- 2011年9月 - 2014年7月 コスタリカ代表 アシスタントコーチ
- 2014年7月 - 2015年8月 コスタリカ代表 監督 (2015年1月までは代行)